# Importsubstituierende Industrialisierung
Dieser Artikel wurde aufgrund inhaltlicher und/oder formaler Mängel auf der Qualitätssicherungsseite des Portals Wirtschaft eingetragen. 
Du kannst helfen, indem du die dort genannten Mängel beseitigst oder dich an der Diskussion beteiligst.
Die importsubstituierende Industrialisierung (ISI) ist eine handelspolitische Strategie von Entwicklungsländern, welche die inländische Produktion fördern soll. Bei der Importsubstitution wird versucht, Einfuhren in das Entwicklungsland durch Importrestriktionen, wie z. B. Zölle oder Einfuhrobergrenzen, zu beschränken.

## Varianten
Die Importsubstitution ist einerseits die Folge des entwicklungsbedingten Strukturwandels, die durch internationale Verschiebungen der Angebots- und Nachfragebedingungen induziert wird. Diese wird als natürliche Importsubstitution bezeichnet. Andererseits kann die Importsubstitution durch wirtschaftliche Maßnahmen gefördert werden.
Bei der relativen Importsubstitution wird der Importanteil nur teilweise durch die inländische Produktion ersetzt. Die Rate des Imports sollte niedriger sein als der Anteil im Inland hergestellter Güter. Bei der absoluten Importsubstitution werden bestimmte Importgüter vollständig durch die heimische Produktion ersetzt, damit das Volumen der importierten Güter absolut sinkt.

## Politische Maßnahmen

Wirkung eines Importzolls. „Nachfrage“: nationale Nachfragekurve; „Angebot“: nationale Angebotskurve

In der Regel geht eine Strategie der Importsubstitution mit verschiedenen wirtschaftspolitischen Maßnahmen einher. Typischerweise werden Einfuhrzölle erhoben und Subventionen an die heimische Industrie gezahlt. Außerdem sind Programme der importsubstituierenden Industrialisierung oft mit Maßnahmen der Devisenbewirtschaftung verbunden. Dies kann sich auf die Aufsicht und Lenkung des gesamten Zahlungs-, Kredit- und Kapitalverkehrs mit dem Ausland auswirken.
Der Staat setzt beispielsweise Einfuhrrestriktion wie Zölle ein, um den Importanteil bestimmter Waren zu vermindern und um die heimischen Wirtschaftszweige zu fördern. Folgendes Zahlenbeispiel: Angenommen, der Preis eines importierten Pkws in einem Entwicklungsland betrage 10.000 €. Es könnte ein entsprechendes Fahrzeug auch im Inland hergestellt werden. Dafür müssten jedoch Vorleistungen (Vorprodukte) im Wert von 6.000 € importiert werden; der Gesamtpreis beliefe sich auf 12.000 €. Die theoretisch mögliche Inlandswertschöpfung von 6.000 € (Verkaufspreis – Vorleistung) existiert nicht, da der Konsument bzw. die Konsumenten ausschließlich den günstigeren Import-Pkw nachfragen. Nun werde entsprechend der Importsubstituierenden Industrialisierung zum Aufbau einer nationalen Automobilindustrie ein Schutzzoll von 100 % auf Import-Pkw und von 50 % auf Vorleistungen eingeführt. Der Import-Pkw kostet damit 20.000 €, der nationale Pkw 15.000 € (6.000 € + 6.000 €*150 %). Pro verkauftem Pkw ergibt sich eine Inlandwertschöpfung von 6.000 €. Obwohl zum höheren Preis weniger Pkw insgesamt verkauft werden (siehe nächster Absatz), ergibt sich zunächst durch die Einführung der Zölle ein positiver Produktionseffekt für die einheimische Automobilwirtschaft.
Freihandel schließt die Beeinflussung des Weltmarktpreises W für ein bestimmtes Gut aus. Die Differenz zwischen der nachgefragten Menge G und der von der heimischen Wirtschaft bereitgestellten Angebotsmenge H bezeichnet die Importnachfrage. Das Land importiert G-H Einheiten des Guts. Wird ein Importzoll in Höhe von T-W eingeführt, erhöht sich der Inlandspreis auf T. Zum Preis T sinkt die Nachfragemenge auf B. Zu diesem höheren Preis kann aber die heimische Industrie die höhere Menge A des Guts bereitstellen. Die importierte Menge verringert sich entsprechend auf B-A. Kurzfristig ergibt sich ein Produktionsanreiz für die heimische Wirtschaft, der mit einer Reduzierung der Gesamtversorgung der Bevölkerung mit Pkw um G-B erkauft wird.
Subventionen an die heimische Industrie können beispielsweise aus Exportbeihilfen oder Investitionsbeihilfen (direkte Zahlungen, insbesondere Steuersenkungen) bestehen. Ähnlich einem Importzoll stützen solche Maßnahmen zumindest kurzfristig die Wettbewerbsfähigkeit einer im Aufbau befindlichen Industrie. Dem gegenüber steht jedoch eine höhere Steuerbelastung der Bevölkerung und ein niedrigerer Konsum.

## Einflussfaktoren
In Entwicklungsländern gibt es oft einen großen und freien Binnenmarkt. Der Einsatz der Importsubstitution führt zur Risikosenkung des Marktes. Das bedeutet, dass ein Absatzmarkt vorhanden ist und kein neuer aufgebaut werden muss. Es kommt somit zur Beschäftigungssteigerung und zur Senkung der Arbeitslosenquote. Weiterhin erfolgt eine geringe Einfuhr vom Ausland erwartet, die Transportkosten und damit verbundene Umweltprobleme könnten somit teilweise gelöst werden.
Aufgrund des wenig entwickelten Managements, der Technologien und der Schutzzollpolitik haben die inländischen Industrieprodukte meist eine schlechte Qualität und/oder höhere Produktionskosten. Die Isolation von der Konkurrenz aus dem Ausland kann Anreize zu Innovation, Effizienzsteigerung und Wettbewerbsintensität inländischer Produzenten ausbleiben lassen. Außerdem verliert man die Chance, von Skalenerträgen zu profitieren. Sind Skalenerträge bedeutsam, kann die Öffnung zum Weltmarkt die Chance zu Industrialisierung und schnellem Wachstum eröffnen.
Die Profite, die unter dem Schutz der Handelsschranken entstehen, sind oft eine Grundlage von Korruption innerhalb der Regierungen. Zudem bleiben Handelsschranken, sofern sie eingeführt sind, oft viele Jahre lang bestehen und können schwer abgeschafft werden. In einigen Fällen entwickelt sich die Wertschöpfung der geschützten Industriezweige sogar negativ. Ein Beispiel eines Automobilherstellers, der in einem Entwicklungsland produziert: Die Wertschöpfung dieses Automobilherstellers entspricht nicht des gesamten Wertes eines Autos, sondern nur der Differenz zwischen den Importkosten der einzelnen Teile und dem Wert des Autos. Angenommen, die importierten Teile eines Autos werden beschädigt, wäre es günstiger, das ganze Auto zu importieren als im Inland ausschließlich Montagearbeiten durchführen zu lassen. Die Konsumenten leiden unter höheren Preisen.
Mit dieser Strategie sind hohe Inflationsraten verbunden. Es kann eine Knappheit der Güter entstehen, weil ausländische Konkurrenz behindert bzw. verhindert wird. Die Marktpreise werden durch Unternehmen steigen, die von Protektionismus profitieren. Investitionsanreize werden zusätzlich über die Vergrößerung der Geldmenge finanziert. Die inländische Währung wird in einem System flexibler Wechselkurse abgewertet.

### Importsubstitution versus Exportdiversifizierung
Der Vorteil der Exportdiversifizierung gegenüber Importsubstitution besteht darin, dass die Gestaltung der Exportindustrien zwangsläufig unter der Kontrolle des internationalen Wettbewerbs steht, während die Importsubstitutionsindustrien für den Binnenmarkt leicht vor Wettbewerb von außen geschützt werden. Bei der Importsubstitutionsstrategie ist somit die Gefahr größer, dass ein Fehler der Ressourcenallokation auftritt als bei der Exportdiversifizierung.
Importsubstitution als Vorbedingung der Exportdiversifizierung: Am Beispiel Japan, das eine erfolgreiche Wachstumspolitik via Exportdiversifizierung umgesetzt hat. Alle traditionellen japanischen Exportprodukte vor und während der „take-off-Periode“ wie Porzellan, Seide und Baumwollerzeugnisse, wurden zuvor importiert. Porzellan und Seide kamen meistens aus China und Baumwollerzeugnisse aus Europa. In Japan wurden solche importierten Güter weiter zu verschiedenen Arten von Produkten verarbeitet, die später exportiert wurden. Hierfür war eine vorherige Importsubstitution notwendig.

## Historischer Kontext

### Lateinamerika
Die erste Phase der Globalisierung zwischen der Unabhängigkeit der lateinamerikanischen Staaten und der Weltwirtschaftskrise (1823–1929) vertiefte das Muster der kolonialen Arbeitsteilung. Lateinamerika exportierte Agrarerzeugnisse und Bergbauprodukte, die von einem oft quasi-feudalen Hacienda-System bzw. von oligarchisch organisierten Minenunternehmern hergestellt wurden. Die kleine besitzende Oberschicht befriedigte ihren Bedarf an hochwertigen Konsumgütern vor allem durch Importe aus Europa und den USA. Während die Exportsektoren des Subkontinents durch Technologie und Kapital aus dem Norden modernisiert wurden, wurde der Rest dieser „dualen Wirtschaft“ abgekoppelt und stagnierte. Das wichtigste jeweilige Exportgut von 1900 in den Ländern Lateinamerikas: Argentinien (Wolle), Bolivien (Silber), Brasilien (Kaffee), Chile (Salpeter), Kolumbien (Kaffee), Mexiko (Silber), Peru (Zucker), Uruguay (Wolle) und Venezuela (Kaffee). Die meisten Staaten waren darüber hinaus zu 50–80 % des Exportes von nur zwei Gütern abhängig.
Die Strategie der Importsubstitution wurde in den meisten lateinamerikanischen Ländern im Zeitraum von 1930 bis 1980 durchgeführt. Die erste Welle begann durch den Einfluss der Weltwirtschaftskrise in den 1930er Jahren. Lateinamerika hatte früher Primärprodukte (landwirtschaftliche Produkte, Bergbauerzeugnisse) exportiert und Konsumgüter sowie Investitionsgüter importiert. Infolge der Weltwirtschaftskrise in den 1930er Jahren brachen die Exporte ein. Hierdurch entstand ein Devisenmangel, aufgrund dessen entsprechend weniger Waren importiert werden konnten. Dies bewirkte die erste Phase der importsubstituierenden Industrialisierung in Südamerika. Die ersten Schritte zur Importsubstitution waren weitgehend praktisch und beruhten auf pragmatischen Entscheidungen, wie die durch den Exporteinbruch und Devisenmangel auferlegten Einschränkungen bewältigt werden sollten. Die zweite Welle der Strategie erfolgte erst in den 50er Jahren auf Grundlage der strukturalistischen Wirtschaftspolitik. Raul Prebisch, ein argentinischer Ökonom und Generalsekretär der UNCTAD (1963–1969) vertrat hierbei die Position, dass Entwicklungsländer nur erfolgreich sein könnten, wenn sie eine absatzorientierte Verflechtung hätten. Das heißt, dass die primären, im Inland hergestellten Produkte weiterhin von anderen Wirtschaftszweigen genutzt werden können. Importsubstitution war meist erfolgreich in den Ländern, die eine große Bevölkerung aufwiesen und über ein ausreichendes Einkommensniveau zum Konsum der lokalen Produkte verfügten. Lateinamerikanische Länder wie Argentinien, Brasilien, Mexiko, Chile, Uruguay und Venezuela hatten mit dieser Strategie Erfolg (siehe auch Mexikanisches Wunder).
Chile führte die Importsubstitutionsstrategie in der zweiten Hälfte des 20. Jahrhunderts durch. Bis zu den 1970er Jahren verfolgte Chile die gleiche Politik wie andere lateinamerikanische Länder. Im Zeitraum von 1940 bis 1954 bewahrte der Staat die Industrialisierung durch eine Vielzahl von Maßnahmen, wie hohe Zollmauern als Schutz für den Binnenmarkt, preiswerte Kredite und Steuerbefreiungen für die heimischen Investoren und direkte Auslandsinvestitionen. Mit der Zeit rückte die Nachfrage nach Industrieprodukten ins Zentrum der wirtschafts- und sozialpolitischen Entwicklung. Die Konsumgüter produzierende Industrie wuchs rasch, vor allem die Textil- und Schuhindustrie. Der Anteil der Industrie am Bruttosozialprodukt erhöhte sich in den 1940er und frühen 1950er Jahren von 13,6 auf 24,9 Prozent und die industrielle Beschäftigung stieg um 70 Prozent. Ab 1970 wurde die Produktionsbasis hinter der ausführlichen Restriktion des Imports entwickelt, während der Export von agraischen und mineralischen Rohstoffen weiterhin bestand, insbesondere Kupfer. Mitte der 1970er Jahre trat die Wirtschaft des Landes in eine schwierige Phase ein, da Importrestriktionen abgebaut und durch niedrigere Zolltarife ersetzt wurden. Der Grund lag in erster Linie im Preisverfall des Kupfers auf dem Weltmarkt.
Für die sechs größten südamerikanischen Ökonomien war die Phase der importsubstituierenden Industrialisierung zwischen 1940 und 1980 mit durchschnittlich 2,7 % Wirtschaftswachstum pro Jahr die wachstumsstärkste Phase. In der Phase der exportorientierten Wirtschaftspolitik zwischen 1900 und 1939 gab es ein durchschnittliches Wirtschaftswachstum von 1,3 % pro Jahr, in der neoliberalen Ära zwischen 1980 und 2000 betrug das Wirtschaftswachstum 0,6 % pro Jahr.

### Asien
In Asien, speziell in Taiwan, China, Indien und Korea erfolgte eine Politik der importsubstituierenden Industrialisierung bei gleichzeitiger Einführung des Freihandels. Die Regierungen wählten zielgerichtet einzelne Unternehmen aus, welche durch Subventionen gefördert wurden. Ebenso wurde die technologische Entwicklung durch staatliche Forschungseinrichtungen bis zur Entwicklung marktreifer Produkte vorangetrieben, wobei erfolgreiche Forschungsgruppen dann als spin-off privatisiert wurden.